# (10986) Govert
(10986) Govert is een planetoïde uit de hoofdgordel. De planetoïde werd op 16 oktober 1977 ontdekt op het Palomar-observatorium door Cornelis Johannes van Houten, Ingrid van Houten-Groeneveld en Tom Gehrels. De planetoïde werd vernoemd naar de Nederlandse wetenschapsjournalist en -publicist Govert Schilling. 